# Ellen Ekman
Ellen Inger Maria Karnstedt Ekman, född 20 februari 1986 i Stockholm, är en svensk illustratör och serieskapare. Hennes serie Lilla Berlin publicerades dagligen i tidningen Metro sedan 2013, och sedermera i Dagens Nyheter med början 2020.

## Biografi
Ellen Ekman föddes i Stockholm, i stadsdelen Svedmyra. Hon växte upp i Stockholm, där hon gick förberedande konstskolor och påbörjade en högskoleutbildning i konstvetenskap. År 2011 avbröt hon dessa studier och flyttade till Malmö för studier på Serietecknarskolan. Ekman säger att hon är inspirerad av feministiska serietecknare som Liv Strömquist, Nanna Johansson och Sara Hansson. Eftersom Ekmans stil är strippformatet, är hon också inspirerad av Martin Kellerman och Lina Neidestam.

### Lilla Berlin
Lilla Berlin valdes av Sydsvenska Dagbladet till gästserie 2011, en utmärkelse som tidningen ger till tre elever på Seriecenter årligen. Den gick då under namnet Möllan Deluxe. I januari 2013 började den gå som daglig serie i Metro, och serien har också publicerats i bland annat Rocky Magasin. Kolik förlag gav januari 2014 ut en första samlingsbok med serien. Efter att Metro lade ned tog publiceringen över av Dagens Nyheter, i januari 2020. Den är ritad i ett kvadratisk format, med de fyra bilderna placerade i två bildrader.
Serien är en humoristisk skildring av storstadens hipsterkultur. Den beskriver en grupp storstadsmänniskor och vad dessa har för sig. Från att ursprungligen främst varit inspirerad av Malmö har den senare utvecklats till "ett hopkok av olika svenska stora städer". Serien är inspirerad av vad Ekman själv och folk i hennes egen ålder gör, och hon säger att hon fick ett annat perspektiv på Stockholm när hon flyttade därifrån. Däremot är det ingen självbiografisk serie.

### Barnboksillustratör
Hon har illustrerat flera barnböcker i samarbete med Elin Johansson, Charlotta Lannebo och Susanne Trydal. Hon har också gjort egna barnböckerna om Idde och Hajen och Idde och den bortsprungne katten, som handlar om Idde som gillar katter, samt illustrerat sagor av Lennart Hellsing, bland annat inför firandet av hans 100-årsdag.

### Övrigt
Gudrun Schyman reste inför valet 2014 för Feministiskt initiativs räkning reste runt och höll föredrag om feminism och feminismens historia. Föredragen hölls hemma hos engagerade partimedlemmar och inbjudna vänner. De kom att benämnas "Homeparties" och Ellen Ekman gjorde boken Homeparty med Gudrun som illustrerade föredragen och sammankomsterna i serieform. 2023 hade kortfilmen Doris och Bettan - Marbella mayhem premiär med manus och regi av Ekman.

## Utmärkelser
- 2013 - Stora Ponduspriset[18]
- 2016 - Adamsonstatyetten 2016[19]
- 2016 - Albert Engströms ungdomspris[20]
- 2020 - Nominerad till Elsa Beskow-plaketten[21]

## Galleri

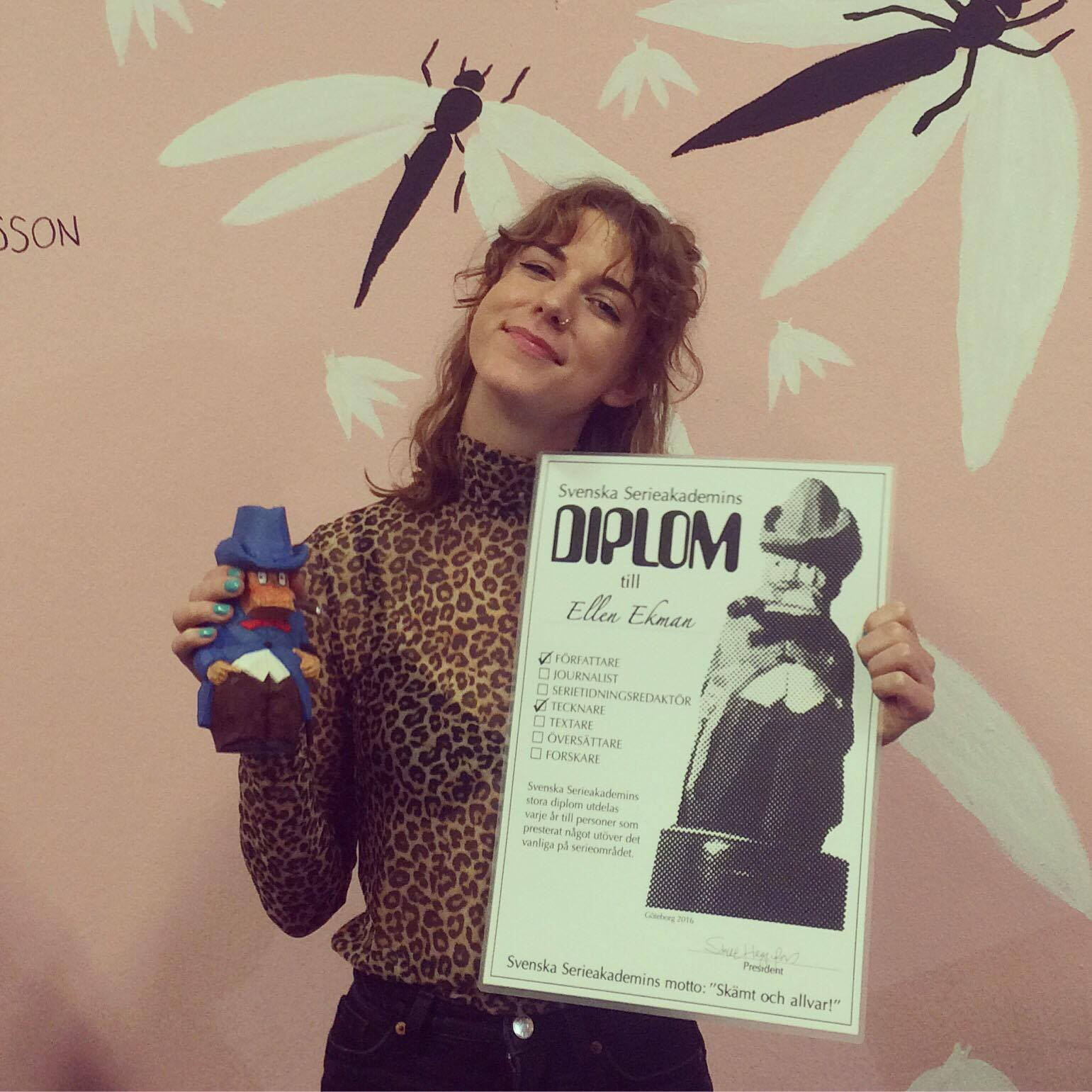
Ellen Ekman på bokmässan i Göteborg, 2016.
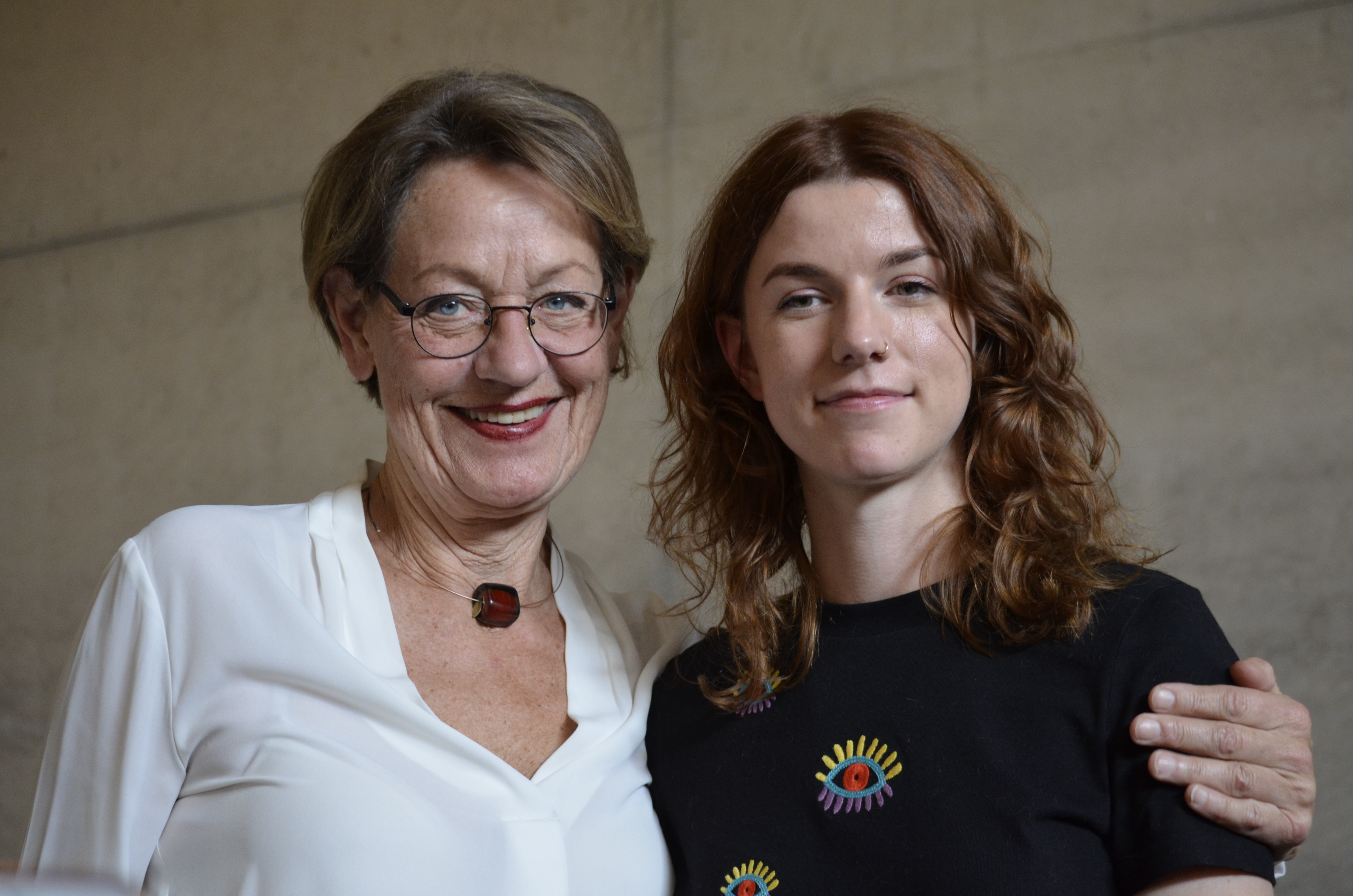
Gudrun Schyman och Ellen Ekman på Världskulturmuseet i Göteborg, 2017, efter prat om deras bok Homeparty med Gudrun, 2017.
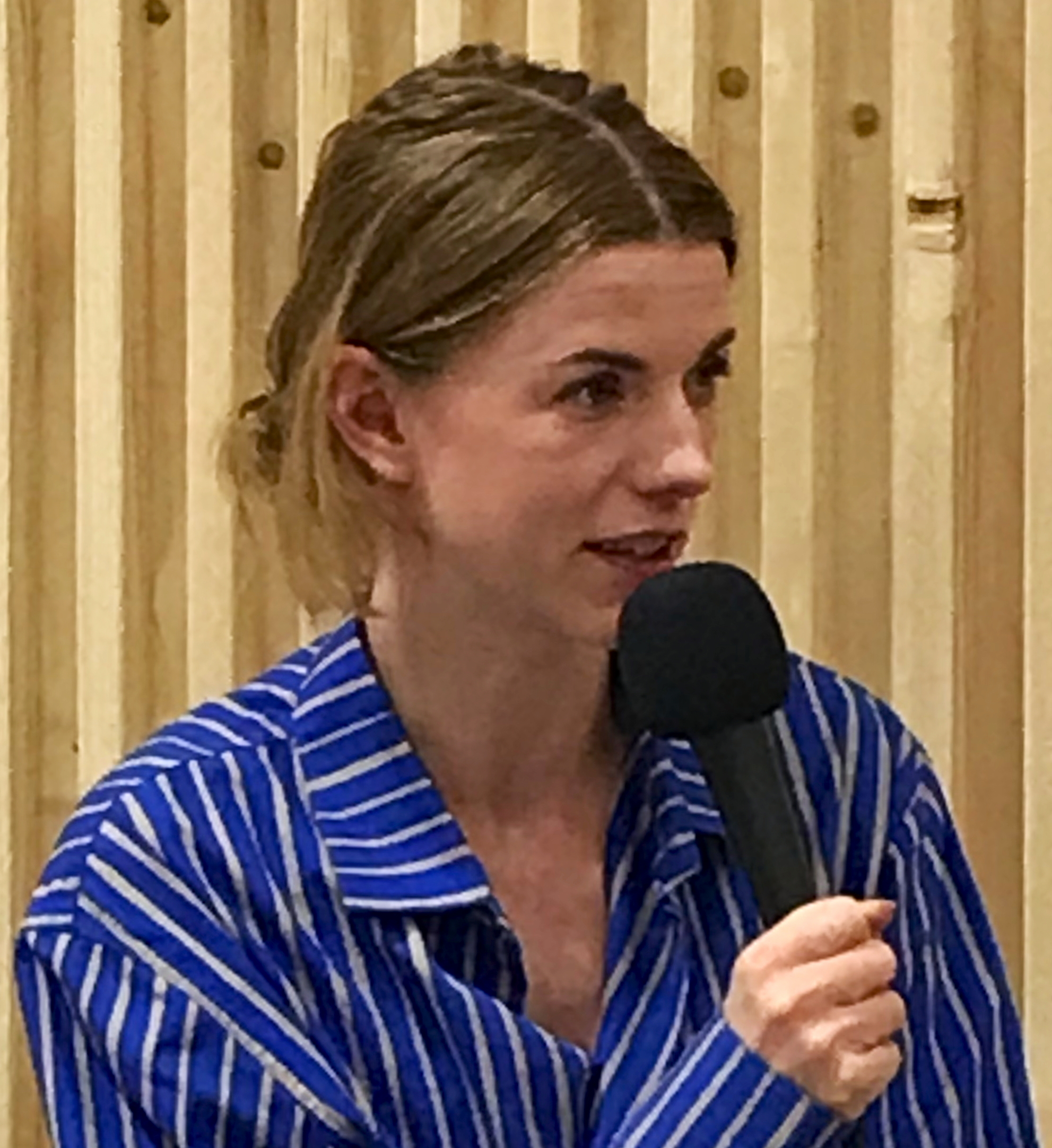
Ellen Ekman på Bokmässan i Göteborg 2023.